# Giro della Liguria
Il Giro della Liguria era una corsa a tappe maschile di ciclismo su strada, che si svolse in Liguria, in Italia, dal 2001 al 2004 in febbraio.

## Storia
Il Giro della Liguria fu creato nel 2001 come corsa a tappe ed era denominato Giro della Riviera Ligure di Ponente. Classificato nella categoria 2.4 dall'UCI, fu successivamente promossa nella categoria 2.3 nel 2002.
Nel 2003 assunse l'ultima denominazione e nel 2004 si tenne la quarta ed ultima edizione, disputata come corsa in linea dopo l'annullamento della prima tappa.
L'edizione 2005, che doveva far parte del circuito UCI Europe Tour nella categoria 2.1 fu annullata.

## Albo d'oro
Aggiornato all'edizione 2004.
| Anno | Vincitore       | Secondo           | Terzo            |
| ---- | --------------- | ----------------- | ---------------- |
| 2001 | László Bodrogi  | Andrea Ferrigato  | Freddy González  |
| 2002 | Paolo Bettini   | Fabio Sacchi      | Alberto Ongarato |
| 2003 | Danilo Di Luca  | Giuseppe Palumbo  | Wladimir Belli   |
| 2004 | Filippo Pozzato | Crescenzo D'Amore | Fred Rodriguez   |